# Hendrik Antoon Lorentz
Hendrik Antoon Lorentz (Arnhem, Gelderland, Nizozemska, 18. srpnja 1853. - Haarlem, Sjeverna Nizozemska, Nizozemska, 4. veljače 1928.), nizozemski teorijski fizičar. Diplomirao (1871.) matematiku i fiziku i u 22. godini života doktorirao (1875.) na Sveučilištu u Leidenu disertacijom o refleksiji i lomu svjetlosti (refrakcija). Sveučilišnu i istraživačku karijeru proveo je u Leidenu, a od 1923. vodio je i istraživački institut u Haarlemu. Izveo je transformacijske relacije koordinata između koordinatnih sustava koji se gibaju velikim brzinama (Lorentzove transformacije). Primio drugu po redu Nobelovu nagradu iz fizike 1902. (s P. Zeemanom) za otkriće i klasični izračun cijepanja singletnih spektralnih linija u tri linije (Lorentzov triplet) kada se atom nalazi u vanjskome magnetskom polju (takozvani normalni Zeemanov učinak). Po njem je nazvan krater na Mjesecu (Lorentz (krater)).

## Životopis
U svojim teorijskim radovima Lorentz je objasnio gotovo sve elektromagnetske pojave poznate u to doba. Izvorno je primijenio Maxwellove jednadžbe na samo jedno elektromagnetsko polje u praznome prostoru (eteru, kako se u to doba smatralo), što ga stvaraju takozvani atomski električni naboji (elektroni i ioni). Iznimka je bio slavni Michelson-Morleyjev pokus i njegov nulti rezultat (nepostojanje etera), koji se bez dodatnih pretpostavki (postulata) nije mogao objasniti. Lorentzova teorija (model) elektronske strukture tvari na razini atomskih veličina urodila je elektrodinamičkim posljedicama: Lorentz-Fitzgeraldovom kontrakcijom duljine tijela u smjeru gibanja za opažača u mirovanju. Maxwellove jednadžbe u praznome prostoru po Lorentzu vrijede za posebni koordinatni sustav koji se od ostalih razlikuje svojim stanjem mirovanja. Lorentz je također istraživao binarne smjese plinova, kod kojih je masa molekule jednoga mnogo veća od mase molekule drugoga plina. Rezultate je primijenio na slobodne elektrone u metalu (Lorentzov elektronski plin), što je preteča savršenijemu Fermijevu modelu elektronskoga plina. Prvi je izračunao širenje interferencijskih maksimuma pri ogibu svjetlosti u kristalima (Lorentzov faktor). Lorentz je također otkrio da je za mnoge metale omjer toplinske provodnosti λ i električne provodnosti σ približno isti i da se sporo mijenja s apsolutnom temperaturom T (Lorentzov broj L = (λ/σ)· T). 

### Rani život
H. A. Lorentz rođen je u Arnhemu, Gelderland (Nizozemska), kao sin Gerrita Frederika Lorentza (1822. – 1893.) i Geertruide van Ginkel (1826. – 1861.). Nakon majčine smrti 1862., njegov se otac oženio Lubertom Hupkes. Iako je odgojen kao protestant, Hendrik Lorentz je po religijskom uvjerenju bio slobodni mislioc. Od 1866. do 1869. pohađao je školu "Hogere Burger" u Arnhemu, novi tip škole nedavno ustanovljen od strane J. R. Thorbeckeja. Njegovi su rezultati u školi bili izvrsni, a briljirao je u znanstvenim predmetima, engleskom, francuskom i njemačkom. Godine 1870., položio je klasične jezike, koji su bili preduvjet za primanje na sveučilište.

### Znanstvena karijera
Lorentz je studirao fiziku i matematiku na Sveučilištu u Leidenu, gdje je bio pod jakim utjecajem njegovog profesora astronomije F. Kaisera, koji ga je usmjerio na karijeru u fizici. Nakon diplome, vratio se 1871. u Arnhem, gdje je predavao matematiku u školi, no nastavio je i studij u Leidenu. Godine 1875. Lorentz stječe doktorat pod mentorstvom P. Rijkea s radom "nl. Over de theorie der terugkaatsing en breking van het licht" (O teoriji o refleksiji i refrakciji svjetlosti), u kojoj je preradio Maxwellovu elektromagnetsku teoriju .
Osim što je bio sveučilišni profesor u Leidenu, bio je i direktor istraživačkog instituta u Haarlemu. Svojim radovima mnogo je pridonio razvoju elektromagnetske teorije i poznavanju strukture materije. Proučavao je pojave kod naelektriziranih tijela u gibanju i postavio osnovu za specijalnu teoriju relativnosti. Prvi je izračunao širenje interferencijskih maksimuma kod loma svjetlosti u kristalima (Lorentzov faktor). Proučavao je binarne plinove u kojih je masa molekula jednog plina mnogo veća od mase od mase molekula drugog plina (Lorentzov plin) i rezultate primijenio na teoriju elektrona u metalu. Godine 1902. dobio je Nobelovu nagradu za fiziku s P. Zeemanom s kojim je otkrio i na osnovi klasične teorije prvi proračunao cijepanje singletnih spektralnih linija u tri komponenete (Lorentzov triplet) u vanjskom magnetskom polju (normalni Zeemanov učinak). 

### Lorentzove transformacije
Lorentzove transformacije (po H. A. Lorentzu) su algebarske linearne relacije koje povezuju koordinate (x, y, z, t) nekoga fizičkog događaja u mirnome sustavu S (x, y, z, t) s pripadajućim koordinatama (x', y', z', t' ) u sustavu S' (x', y', z', t' ) koji se prema sustavu S giba uzduž osi x stalnom brzinom v. One se danas izvode, dokazuju i tumače iz dva postulata Einsteinove posebne teorije relativnosti (1905.): 
1. postulata o konstantnosti brzine svjetlosti c u svim inercijskim sustavima bez obzira na brzinu sustava, izvora ili detektora svjetlosti, te
2. postulata kovarijantnosti da prirodni zakoni moraju imati isti oblik u svim inercijskim sustavima.

Polazeći od toga da svjetlosni signali (fotoni) putuju brzinom c u oba sustava i da se pravocrtna gibanja iz jednoga, kao takva, vide i u drugom sustavu i obratno (x = c∙t i x' = c∙t' ), kao i od načela relativnosti (zamjene uloge sustava S i S' i koordinata u njima), dobivaju se uz odgovarajući algebarski formalizam Lorentzove transformacije u obliku:
{\displaystyle t'=\gamma \cdot (t-{\frac {v}{c^{2}}}\cdot x)}
{\displaystyle x'=\gamma \cdot (x-v\cdot t)}
{\displaystyle y'=y}
{\displaystyle z'=z}
gdje se γ uobičajeno naziva Lorentzovim faktorom i vrijedi: 
{\displaystyle \gamma ={\frac {1}{\sqrt {1-{\frac {v^{2}}{c^{2}}}}}}={\frac {1}{\sqrt {1-\beta ^{2}}}}}
Obratne (inverzne) transformacije dobivaju se zamjenom v s –v u već napisanim odnosima, na primjer: {\displaystyle x=\gamma \cdot (x'+v\cdot t')} ili {\displaystyle y=y'} … i tako dalje). Jedna je od temeljnih simetrija u fizici invarijantnost fizičkih zakona na Lorentzove transformacije (relativistička invarijantnost): jednadžbe fizike u svakom teoretskom pokušaju trebaju imati isti oblik u svim inercijskim sustavima. U modernoj fizici elementarnih čestica, invarijantnost se općenito postiže zapisom veličina i jednadžbi u 4-vektorskoj formulaciji, po uzoru na 4 koordinate prostor–vremena u posebnoj teoriji relativnosti.

### Lorentzova sila
Lorentzova sila je sila kojom električno i magnetsko polje djeluju na nabijenu česticu u gibanju. Kada se nabijena "točkasta" čestica (mjere čestica su male tako da su vanjska polja homogena kroz područje što ga čestica ispunjava) giba u navedenim poljima, na nju djeluje sila:
{\displaystyle \mathbf {F} =q\cdot \mathbf {E} +q\cdot \mathbf {v} \times \mathbf {B} }
gdje je: q - električni naboj čestice, E - jakost električnoga polja, v - brzina čestice, B - magnetska indukcija. Vektori E i B neovisni su o brzini čestice v. Drugi član u Lorentzovoj sili opisuje silu kojom magnetsko polje indukcije B djeluje na električki nabijenu česticu u gibanju, što je ujedno i definicijska jednadžba za magnetsku indukciju B. Analogno, FE = q∙E definicijska je jednadžba za vektor električnog polja E. Lorentzova je sila ključna za opis i proračun gibanja nabijenih čestica u magnetskom polju (ubrzivač čestica), za razdvajanje iona različitih masa u električnom i magnetskom polju (masena spektrometrija), te u modernoj akceleratorskoj tehnici linearnih ili sudarajućih snopova čestica gdje se primjenom supravodičkih tehnologija postižu vrlo homogena polja velike magnetske indukcije.

### Lorentzov model
Lorentzov model je slika atomske građe tvari (metala, dielektričnih materijala izolatora) i klasični izračun doprinosa električnoga polja okolnih dipola u unutrašnjosti čvrste tvari. U modelu Lorentzova polja, tvar se oko zamišljenoga pokusnog dipola razdvaja u dva područja: sferu, u središtu koje je pokusni dipol i polumjer koje odgovara mnogostrukom atomskom razmaku, te ostatak dielektrika u kojem vlada električna polarizacija opisana vektorom {\displaystyle {\vec {P}}}. Bilo koji kubični raspored atoma unutar sfere, kojim bi atomi djelovali na pokusni dipol, rezultira uvijek nultim električnim poljem u središtu. Međutim, polarizirani naboj na površini sfere daje u njezinu središtu električno polje nazvano Lorentzovim poljem {\displaystyle \mathbf {E_{L}} } koje je on prvi izračunao: 
{\displaystyle \mathbf {E_{L}} ={\frac {\mathbf {P} }{3\cdot \varepsilon _{0}}}}
gdje je: {\displaystyle \mathbf {P} } - električna polarizacija na promatranom mjestu, a ε0 dielektrična permitivnost vakuuma. Dakle, u nekom položaju u tvari, lokalno polje {\displaystyle \mathbf {E_{lok}} } iznosi: 
{\displaystyle \mathbf {E_{lok}} =\mathbf {E_{v}} +\mathbf {E_{L}} }
gdje je: Ev - vanjsko električno polje, a EL - Lorentzovo polje. To je temeljni odnos za proračun i povezivanje atomskih i makroskopskih veličina električnih svojstava tvari. Važni je dio Lorentzove teorije i model elektronskoga plina, zasnovan oko 1900.: atomi u kristalnoj rešetki otpuštaju 1, 2 ili 3 elektrona koji se kao slobodni elektroni gibaju kroz rešetku metala.

## Vanjske poveznice
|  | Zajednički poslužitelj ima još gradiva o temi Hendrik Antoon Lorentz |